# Province del Sudafrica per indice di sviluppo umano
Questa è una lista delle Province del Sudafrica per indice di sviluppo umano 2018.

Mappa delle province del Sudafrica per ISU nel 2017.Legenda:
0.700 – 0.799
0.600 – 0.699

     0.700 – 0.799
     0.600 – 0.699
| Posizione                | Province               | HDI (2018)             | Comparabile con (2018)    |
| High human development   | High human development | High human development | High human development    |
| ------------------------ | ---------------------- | ---------------------- | ------------------------- |
| 1                        | Capo Occidentale       | 0.741                  | Tunisia                   |
| 2                        | Gauteng                | 0.726                  | Venezuela, Giamaica       |
| 3                        | Stato libero           | 0.705                  | Indonesia, Samoa, Bolivia |
| 3                        | Limpopo                | 0.705                  | Indonesia, Samoa, Bolivia |
| –                        | Sudafrica (media)      | 0.705                  | Indonesia, Samoa, Bolivia |
| 5                        | KwaZulu-Natal          | 0.701                  | Gabon, Egitto             |
| Medium human development |                        |                        |                           |
| 6                        | Northern Cape          | 0.694                  | Vietnam                   |
| 7                        | Mpumalanga             | 0.673                  | Kirghizistan              |
| 8                        | Nordovest              | 0.671                  | Guyana                    |
| 9                        | Capo Orientale         | 0.669                  | Guyana                    |